# Mitsubishi Ki-67
Mitsubishi Ki-67 «Hiryu» (яп. 三菱 キ67 飛龍, Важкий армійський бомбардувальник Тип 4 «Хірю» («Літаючий дракон») — серійний важкий бомбардувальник Імперської армії Японії періоду Другої світової війни.
Кодова назва союзників — «Пегі» (англ. Peggy).

## Історія створення

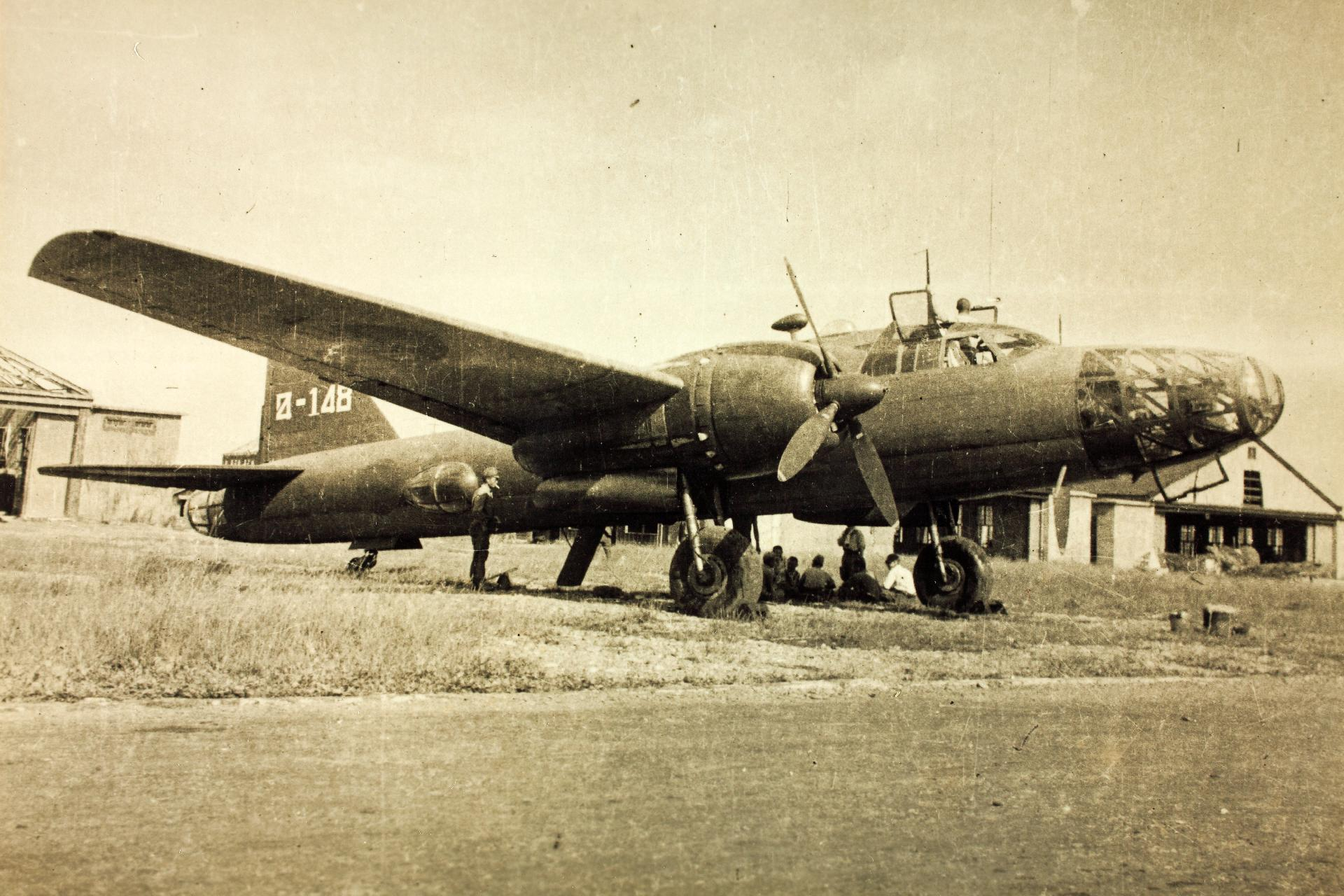
Ki-67 на аеродромі.

Наприкінці 1940-го року, коли бомбардувальник Nakajima Ki-49 ще проходив армійські випробування, командування ВПС Імперської армії Японії вже почало готувати йому заміну. Японія все ще готувалась до можливої війни з Радянським союзом і потребувала важкого тактичного бомбардувальника. Ще до армійського замовлення, в серпні 1940 року, Mitsubishi самостійно почала розробку нового літака. Технічні вимоги були сформовані у лютому 1941 року та передані фірмі Mitsubishi разом із замовленням на побудову 3 прототипів. Технічні вимоги вимагали швидкість літака до 550 км/г на висотах 4000—7000 м, радіус дії 700 км із 500 кг бомб, максимальне бомбове навантаження — 800 кг. Екіпаж мав складатись з 6—8 осіб. Літак мав мати захисне озброєння — по одному 7,92-мм кулемету в носовій та бокових установках і 12,7-мм кулемети у верхній та хвостовій баштах. Треба було використовувати двигуни Mitshubishi Ha-101 (1450 к. с.), Nakajima Ha-103 (1870 к. с.) або Mitsubishi Ha-104 (1900 к. с.).
Відповідно до вимог технічного завдання був спроєктований двомоторний середньоплан із двигунами Mitsubishi Ha-104 та чотирилопатевими гвинтами. Хвіст і крила нового літака були схожими на Mitsubishi G4M, але на цьому вся схожість з іншими японськими літаками завершувалась. Всупереч японським авіабудівним традиціям головний конструктор  Кеносуке Одзава основну увагу приділив легкості виготовлення літака (конструкція літака була розбита на ряд вузлів, зручних для виготовлення субпідрядниками; мінімізовано потребу в зварюванні елементів) та на забезпечення живучості (всі паливні баки були протектовані, а екіпаж захищений бронезахистом). Після виготовлення макету, командування добавило вимоги на топмачтове бомбометання і метання з пікірування.
Перші 3 дослідні взірці були виготовлені в період з грудня 1942 по березень 1943 року, і вже 17 грудня 1942 року відбувся політ першого прототипу. На початку 1943 року фірма отримала замовлення на виготовлення 16 передсерійних літаків. Випробування пройшли успішно — хоча максимальна швидкість була трохи менша від замовленої (537 км/г), решта параметрів завдання виконувались. Літак показав прекрасну маневровість та керованість, без бомбового навантаження він міг виконувати фігури вищого пілотажу. Також літак залишався керованим при пікіруванні зі швидкістю 600 км/год. З четвертого прототипу кулемет в носі був замінений на 12,7-мм кулемет «тип 1», у верхній башті встановили 20-мм гармату «Ho-5», а об'єм паливних баків був збільшений з 2,566 л до 3,886. У ході випробувань на 2 літаки встановили тримачі для торпед. Випробування на базі флоту в Йокосуці пройшли успішно, і штаб ВПС армії дозволив передачу флоту декількох літаків, які отримали назву «Ясукуні» (на честь пантеону героїв Японії).
Серійне виробництво літака почалось у грудні 1943 року. Він отримав назву «Важкий армійський бомбардувальник Тип 4 Модель 1 «Хірю» («Літаючий дракон»)» (або Ki-67-I'). Озброєння літака було посилене — було встановлено 12,7-мм кулемети в блістерах.
Виробництво Ki-67 в Японії мало найвищий пріоритет, тому до випуску літака були залучені заводи фірм Kawasaki, Tachikawa та «Ніппон Кокусай». В конструкцію літака практично не вносились зміни, лише, починаючи з 451-го літака, одиночний 12,7-мм кулемет у хвостовій вогневій точці замінили спареним. Також планувалось з 751-го літака дозволити встановлення 1,250 кілограм бомбового навантаження, але через бомбардування союзників цього зробити не вдалось.

## Тактико-технічні характеристики

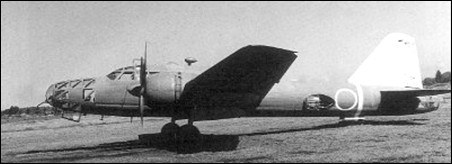
Ki-67 вигляд з флангу.

### Технічні характеристики
- Екіпаж: 6-8 чоловік
- Довжина: 18,70 м
- Висота: 7,70 м
- Розмах крила: 22,50 м
- Площа крила: 65,90 м²
- Маса порожнього: 8 649 кг
- Максимальна маса зльоту: 13 765 кг
- Навантаження на крило: 209 кг/м²
- Двигун: 2 х Mitsubishi Ha-104
- Потужність: 2 х 1 900 к. с.
- Питома потужність: 3.6 кг/к.с

### Льотні характеристики
- Крейсерська швидкість: 400 км/г на висоті 8 000 м.
- Максимальна швидкість: 537 км/г на висоті 6 090 м.
- Практична дальність: 2 800 км
- Максимальна дальність: 3 800 км
- Практична стеля: 9 470 м
- Швидкість набору висоти: на 6 000 м. за 14хв. 30 с.

### Озброєння
Стрілецьке:
- Перші три прототипи:
  - 3 × 7.92-мм кулемети «тип 98» (по одному в носі і по боках літака)
  - 2 × 12,7-мм кулемети «тип 1» (по одному у хвості і зверху літака)
- 4-19 передсерійні машини:
  - 2 × 7,92-мм кулемети «тип 98» (по одному по боках літака)
  - 2 × 12,7-мм кулемети «тип 1» (по одному у хвості і носі літака)
  - 1 × 20-мм гармата «Ho-5» (зверху)
- 20-450 серійні машини:
  - 4 × 12,7-мм кулемети «тип 1» (по одному в носі, хвості і по боках літака)
  - 1 × 20-мм гармата «Ho-5» (зверху)
- 450 і наступні серійні машини:
  - 5 × 12,7-мм кулемети «тип 1» (по одному в носі і по боках літака, а також спарений у хвості)
  - 1 × 20-мм гармата «Ho-5» (зверху)

Бомбове навантаження:
- Нормальне: 500 кг бомб.
- Максимальне: 800 кг бомб
- Торпедне: одна торпеда масою 800 або 1070 кг.
- Для атак камікадзе: 2 × 800-кг бомби або 2900-кг бомба

## Модифікації

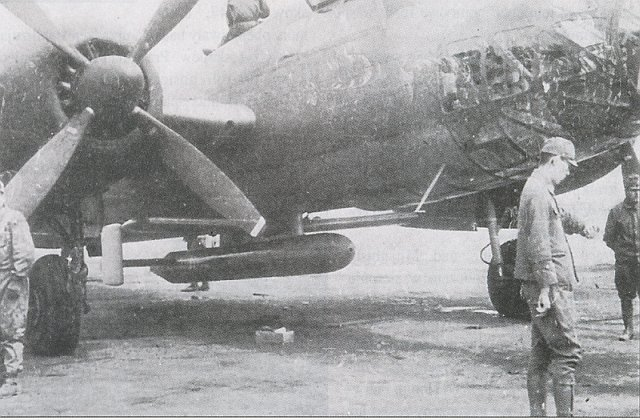
Бомба I-Go-A закріплена під фюзеляжем Ki-67.

Загалом було виготовлено 698 літаків (не враховуючи перероблені моделі):
- Кi-67-I  — прототип та дослідний взірець
- Ki-67-I Hiryu  модель  1 — серійний варіант
- Yasakuhi — конверсія Кi-67-I для ВПС ВМФ.
- На базі Ki-67 було розроблено декілька дослідних машин: 
  - Два серійних літаки були оснащені двигунами Mitsubishi Ha-104Ru з турбокомпресорами і стали прототипами винищувача Mitsubishi Ki-109.
  - Прототипи Кi-67-II: на два літаки були встановлені двигуни Mitsubishi Ha-214 потужністю 2 400 к. с. Але запустити літак в серію до кінця війни не вдалось.
  - Тягач планера.
  - Проєкт винищувача супроводу Ki-69. Реалізований не був
  - Проєкт транспортного літака Ki-97 з новим фюзеляжем розрахованим на 21 пасажира. Реалізований не був.
  - Проєкт важкого винищувача Ki-112. Реалізований не був.
  - Ki-67-I КАІ — Ki-67 переобладнані в літак для атак камікадзе. Все озброєння знімалось, а екіпаж зменшувався до трьох людей. Детонатор розміщувався на довгій жердині перед носом літака. Була можливість встановити дві 800-кг бомби або 2900-кг термобаричну бомбу «Сакура-дан» (Mitsubishi Ki-167)
  - Спеціально модифікований для перевезення бомби I-Go-A.
  - Проєкт патрульного бомбардувальника для ВПС ВМФ Q2M

## Історія використання

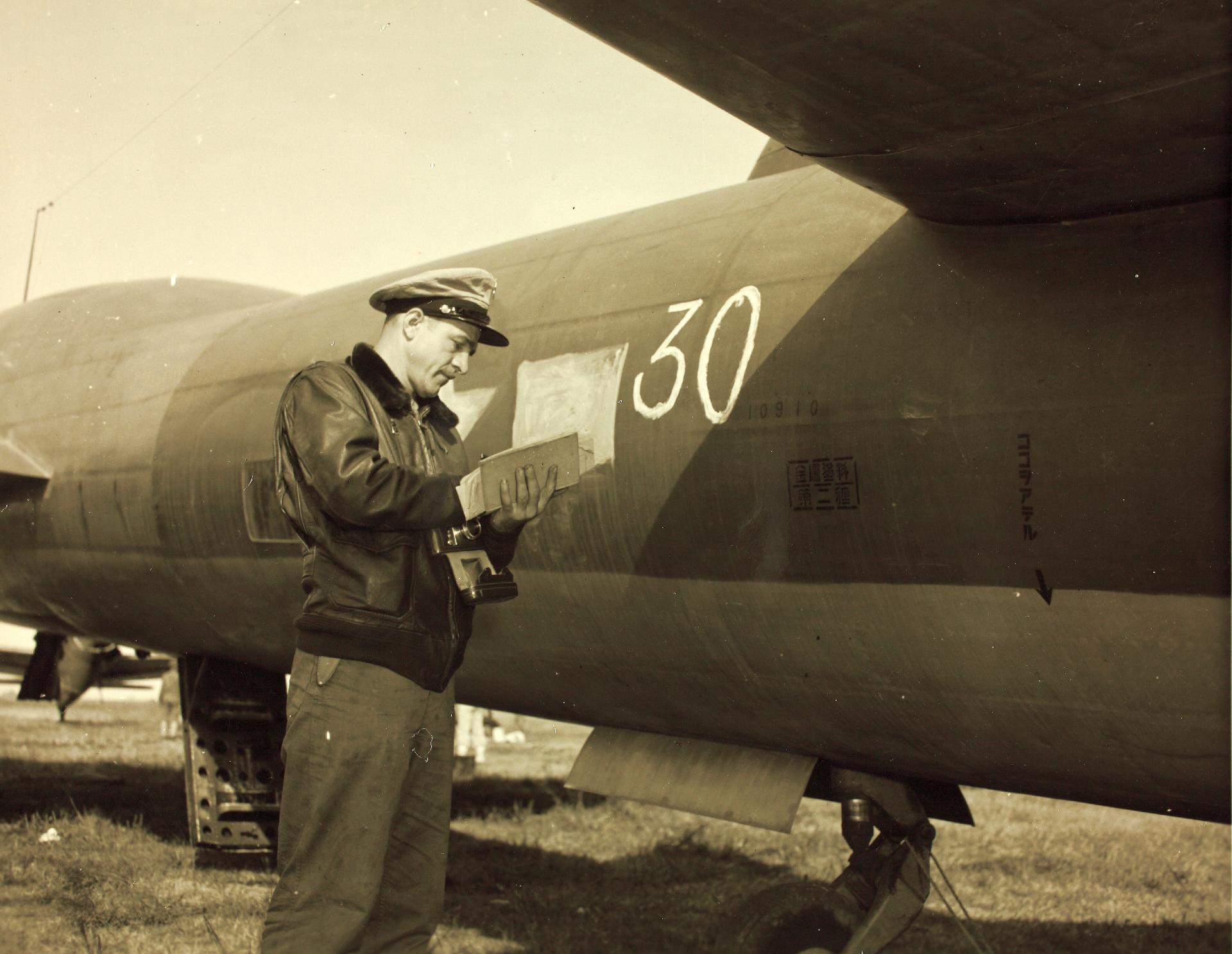
Офіцер армії США вивчає захоплений Ki-67

Літаки Ki-67 почали надходити у війська з лютого 1944 року в арсенал 98-го авіазагону ВПС в ролі торпедоносця. До липня відбувалось укомплектовування і тренування, а після завершення авіазагін перейшов під командування 762-го авіазагону Імперського Флоту на Філіппінах. 7-й авіазагін теж озброєний торпедоносцями Ki-67 в жовтні 1944 року був переправлений на Формозу, де і відбулося перше бойове зіткнення. 12 жовтня 21 Ki-67 98-го авіазагону безуспішно атакували американський флот, при цьому втративши 8 літаків. 24 жовтня біля острова Ісіґакі авіазагін втратив ще 10 літаків не завдавши жодної шкоди супротивнику. 19 листопада в бій вступив 7-й авіазагін, але Ki-67 в якості торпедоносця не був ефективний. Обидва авіазагони були під контролем флоту до червня 1945 року, де брали участь в боях за Окінаву.
З листопада 1944 року Ki-67 розпочали бомбардування американських аеродромів на Сайпані та Тініані, де розміщувались бомбардувальники B-29, які здійснювали нальоти на Японію. При цьому використовувались малокаліберні осколкові бомби, щоб пошкодити чи знищити максимальну кількість B-29. В операції спочатку брав участь тільки 110-й авіазагін, а в січні 1945 року підключився ще 7-й. Нальоти продовжувались до лютого 1945 року, допоки американці на захопили Іодзіму, де знаходився японський аеродром підскоку.
Як звичайні бомбардувальники, Ki-67 також використовувались у Китаї, Новій Гвінеї та Суматрі.
Надалі Ki-67 брали участь в останніх боях за Окінаву (16-й і 60-й авіазагони), на Сахаліні (74-й авіазагін) і в Сінгапурі (61-й авіазагін). Наприкінці війни використовувались для атак камікадзе.

## Оператори
Японська імперія
- ВПС Імператорської армії Японії
  - 7-й авіазагін ВПС
  - 14-й авіазагін ВПС
  - 16-й авіазагін ВПС
  - 60-й авіазагін ВПС
  - 61-й авіазагін ВПС
  - 62-й авіазагін ВПС
  - 74-й авіазагін ВПС
  - 98-й авіазагін ВПС
  - 110-й авіазагін ВПС
  - 170-й авіазагін ВПС[1]
  - Навчальна бомбардувальна школа Хамамацу
- Імперський флот Японії
  - 762-й авіазагін берегової винищувально-бомбардувальної авіації.